# Jangaon
Jangaon è una suddivisione dell'India, classificata come nagar panchayat, di 43.601 abitanti, situata nel distretto di Warangal, nello stato federato del Telangana. In base al numero di abitanti la città rientra nella classe III (da 20.000 a 49.999 persone).

## Geografia fisica
La città è situata a 17° 43' 0 N e 79° 10' 60 E e ha un'altitudine di 381 m s.l.m..

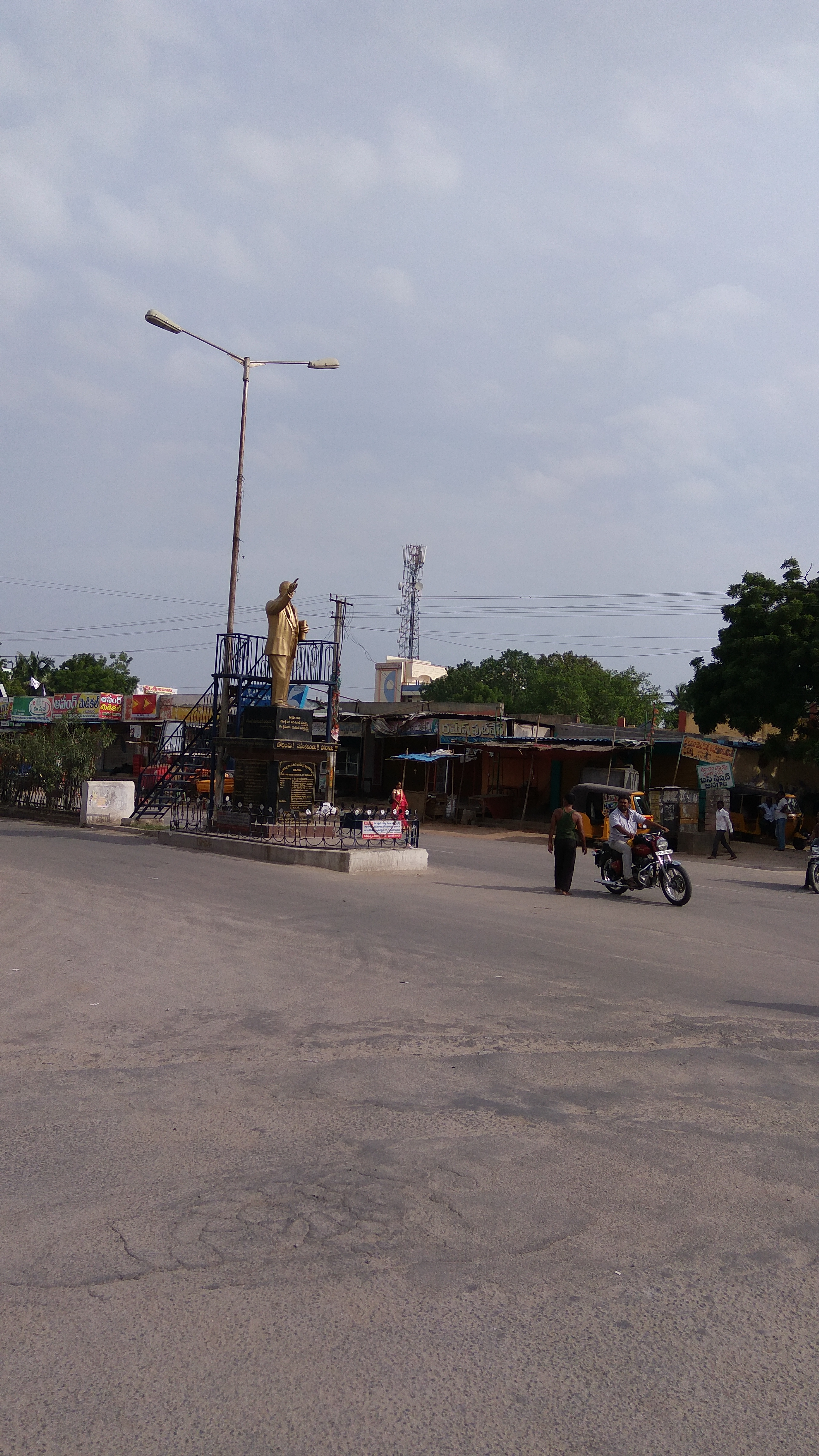
Ambedkar Circle

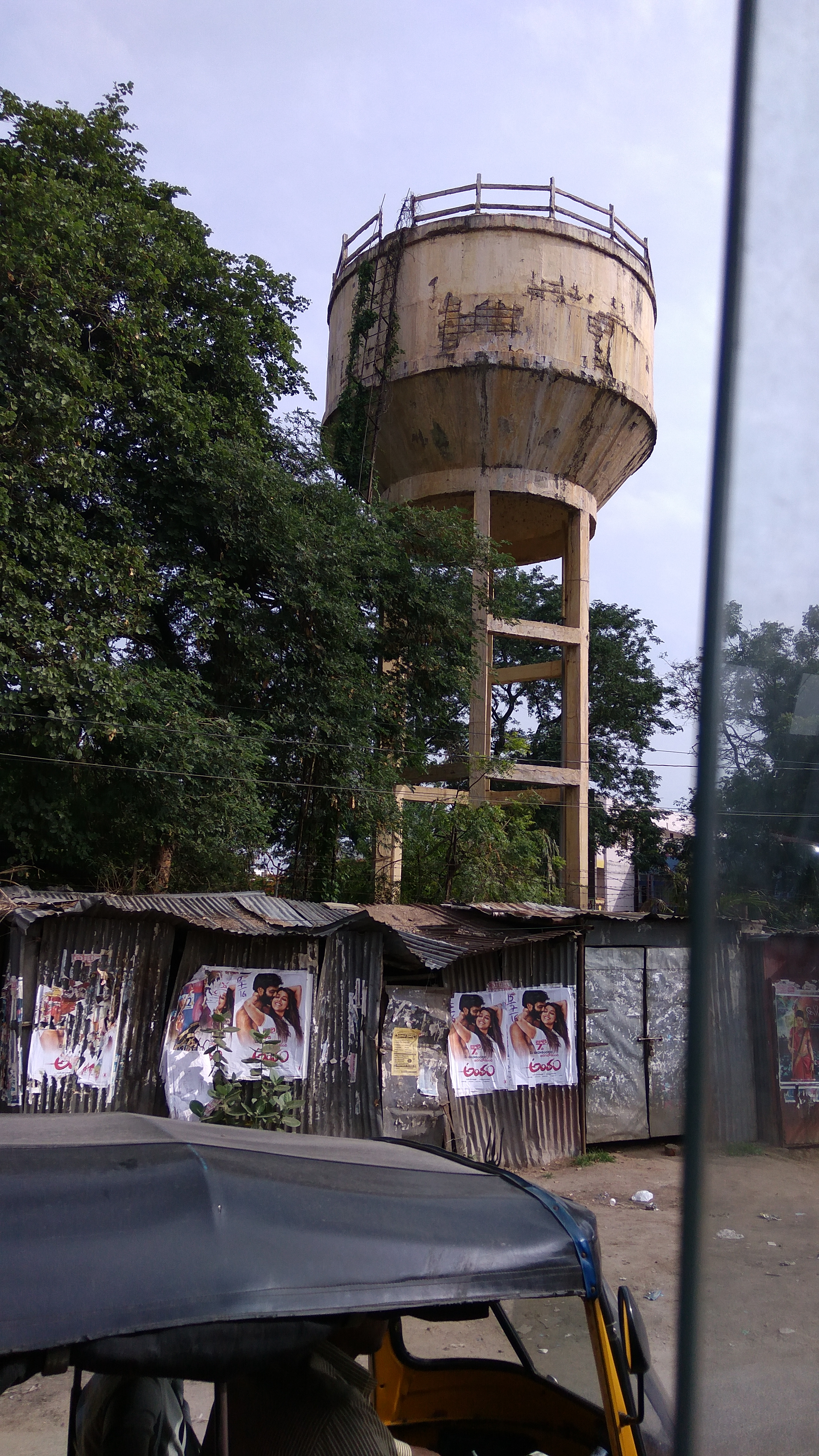
Water Tank

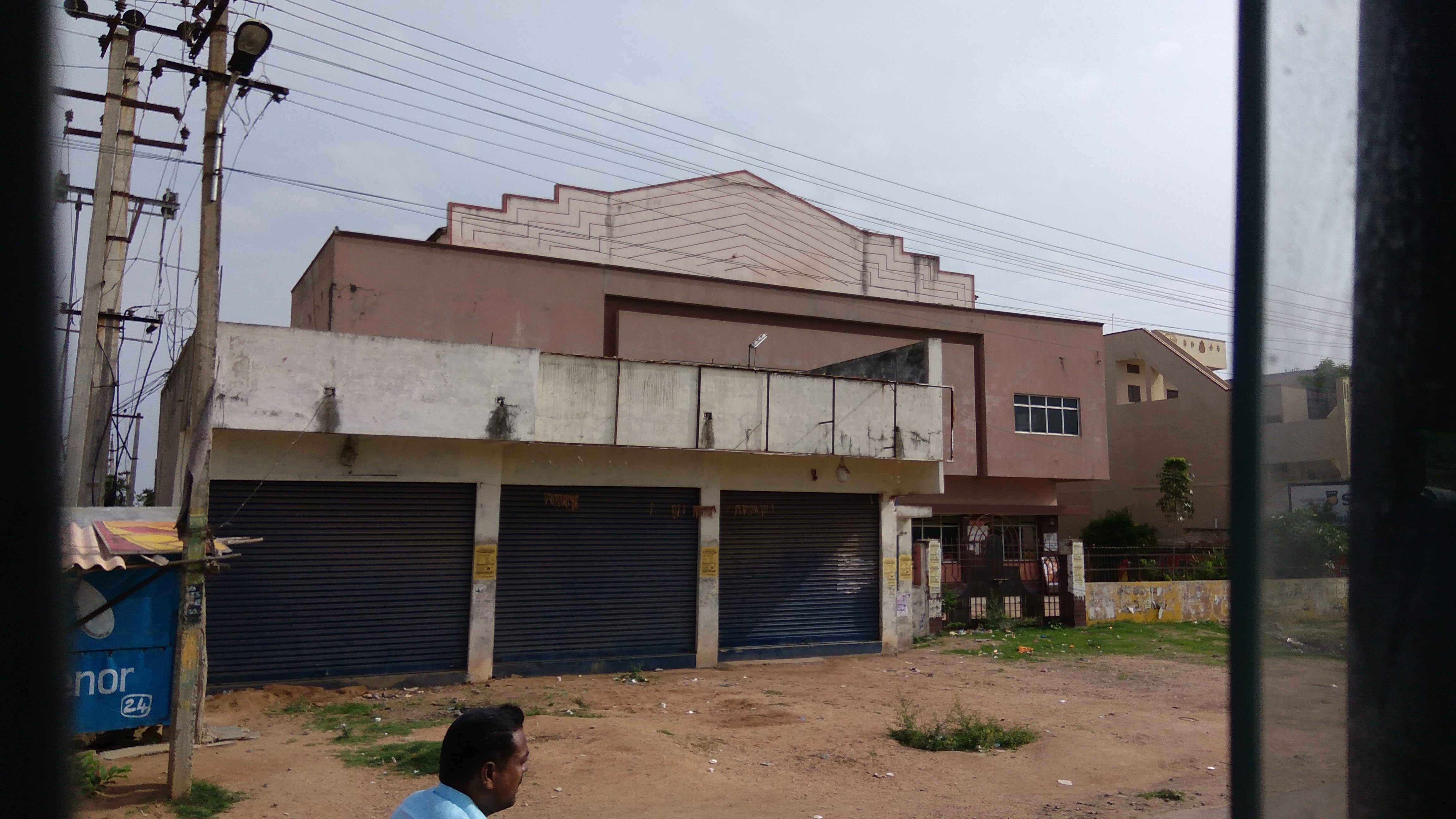
Cinema Talkies

## Società

### Evoluzione demografica
Al censimento del 2001 la popolazione di Jangaon assommava a 43.601 persone, delle quali 21.993 maschi e 21.608 femmine. I bambini di età inferiore o uguale ai sei anni assommavano a 5.121, dei quali 2.620 maschi e 2.501 femmine. Infine, coloro che erano in grado di saper almeno leggere e scrivere erano 30.316, dei quali 17.470 maschi e 12.846 femmine.